# قط تيفاني

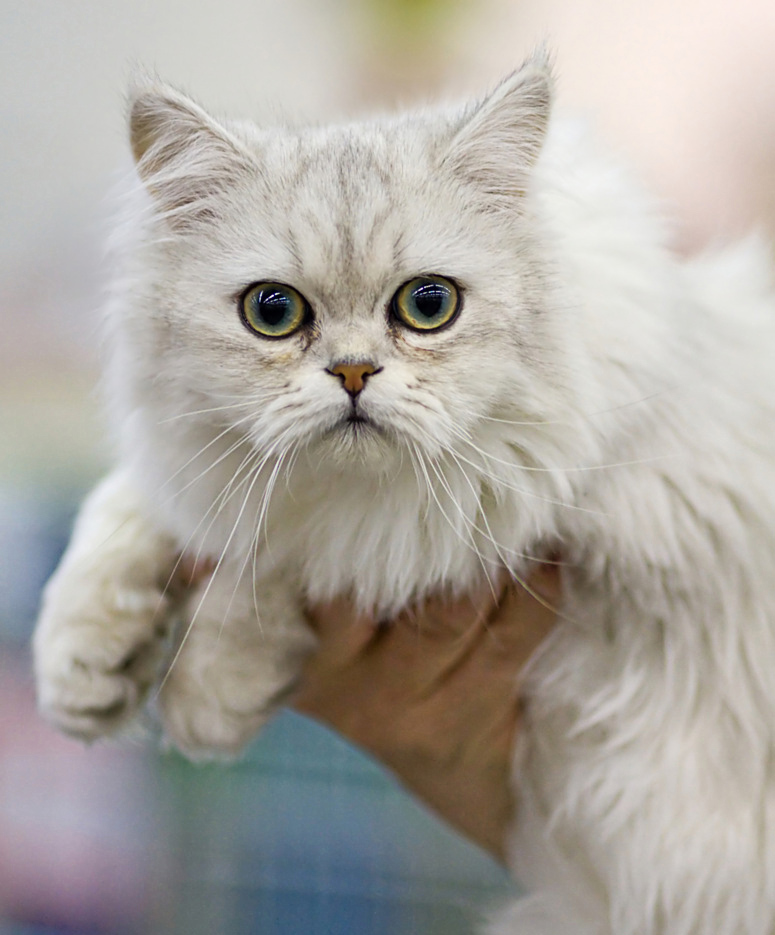

القط التيفاني (بالإنجليزية: Tiffany)‏ أو (بالإنجليزية: Asian Semi-longhair)‏ ، هي سلالة قطط شبيها بالقطط الآسيوية فيما عدا أن فروها متوسط الطول، وقد تم تطوير السلالة في بريطانيا .